# Finn Jones
Finn Jones, właśc. Terence Jones (ur. 24 marca 1988 w Londynie) – brytyjski aktor telewizyjny i filmowy, a także DJ.

## Życiorys
Kształcił się w szkole średniej Hayes School, następnie studiował w londyńskiej szkole artystycznej Arts Educational Schools. Debiutował w 2009 w Hollyoaks Later, spin-offie opery mydlanej Życie w Hollyoaks, w której wystąpił w kolejnym roku. Pojawił się w kilku odcinkach Doctors, Przygód Sary Jane i The Bill, zaś w 2011 dołączył do obsady produkcji Gra o tron w roli Lorasa Tyrella. W 2017 wcielił się w główną postać w serialu Iron Fist.

## Filmografia

### Filmy
| Rok  | Tytuł                               | Rola           | Reżyser                           |
| ---- | ----------------------------------- | -------------- | --------------------------------- |
| 2012 | Droga bez powrotu 5: Krwawe granice | Teddy          | Declan O'Brien                    |
| 2014 | Śpiąca Królewna: Wyprawa            | Barrow         | Casper Van Dien                   |
| 2014 | The Last Showing                    | Martin         | Phil Hawkins                      |
| 2017 | Leatherface                         | Sorrel         | Alexandre Bustillo i Julien Maury |
| 2021 | Gdy sen nie nadchodzi               | Brian          | Mark Raso                         |
| 2022 | Gość                                | Robert Burrows | Justin P. Lange                   |

### Seriale
| Rok  | Tytuł                | Rola                       |
| ---- | -------------------- | -------------------------- |
| 2009 | Hollyoaks Later      | Jamie                      |
| 2010 | Życie w Hollyoaks    | Jamie                      |
| 2010 | Przygody Sary Jane   | Santiago Jones             |
| 2010 | The Bill             | Mark Kennedy               |
| 2010 | Lekarze              | Tristan Bentley/Tim Hebdon |
| 2011 | Gra o Tron           | Loras Tyrell               |
| 2015 | Life in Squares      | Julian Bell                |
| 2017 | Iron Fist            | Danny Rand/Iron Fist       |
| 2017 | Defenders            | Danny Rand/Iron Fist       |
| 2018 | Luke Cage            | Danny Rand/Iron Fist       |
| 2021 | Dickinson            | Samuel Bowles              |
| 2022 | Swimming with Sharks | Marty                      |